# Gabriel Albiac Lópiz
Gabriel Albiac Lópiz   (Utiel, 3 de maig de 1950) és un filòsof, escriptor en castellà i periodista valencià. És professor de filosofia des de 1974 en la Universitat Complutense de Madrid, institució de la qual és catedràtic des de 1988. Actualment col·labora en el diari La Razón, després d'eixir del diari El Mundo, del consell editorial del qual era membre. Anteriorment havia col·laborat en El País i en el desaparegut Diario 16. Va obtenir el Premi Nacional de Literatura en la modalitat d'assaig el 1988. Albiac és un assagista que ha tractat des d'un punt de vista heterodox i materialista els temes d'actualitat. Ha publicat estudis sobre Spinoza i Pascal, i és també gran coneixedor de la vida i obra de Maquiavel.
Va ser, al costat de Federico Jiménez Losantos, un dels més conspicus representants de les tesis conspiracionistes de l'11-M, signant amb el pseudònim de «Lucrecio» a Libertad Digital. Acabaria per descriure als atemptats com un «cop d'Estat».

## Obres
Novel·les
- Ahora Rachel ha muerto (1994)
- Últimas voluntades (1998)
- Palacios de invierno (2003)

Assajos
- La sinagoga vacía: un estudio de las fuentes marranas del spinozismo (Madrid, Hiperión, 1987. Premio Nacional de Ensayo d'Espanya, 1988).
- Mayo del 68, una educación sentimental (1993).
- Blaise Pascal: pensamientos [prologuista] (1995)

Altres gèneres
- Otros mundos (2002), és una antologia dels articles en el diari El Mundo.